# Waingawa River
Der Waingawa River ist ein Fluss in der Region Wellington auf der Nordinsel Neuseelands.

## Geographie
Der Waingawa River entspringt an der Nordflanke des 1546 m hohen Girdlestone und umfließt dessen Ausläufer in nördlicher, östlicher und schließlich südlicher Fließrichtung. In dieser Fließrichtung trennt er die Tararua Range im Westen und die Blue Range im Osten. Am südlichen Ende der letzteren knickt der Fluss nach Südosten ab und mündet südlich der Gemeinde Masterton in den Ruamahanga River, der seine Wasser zur Cookstraße abführt.

## Infrastruktur
Über den Waingawa River und durch Masterton führt der New Zealand State Highway 2. Von diesem ausgehend durchschneiden verschiedene Straßen die flache Umgebung nahe dem Unterlauf. In das Gebirge hinein führen nahe dem Fluss jedoch nur Wanderwege, wie der Waingawa River Track, der in die Nähe der Quellregion führt.